# Роуч, Лайнус
Ла́йнус Уи́льям Ро́уч (англ. Linus William Roache, род. 1 февраля 1964[…], Манчестер, Англия, Великобритания) — британский актёр.

## Биография
Родился 1 февраля 1964 года в Манчестере в Ланкашире в семье актёра телесериала «Улица Коронации» Уильяма Роуча (род. 1932) и актрисы Анны Кроппер (1938—2007). Сестра — Ваня Роуч (1967—2018). Его родители развелись в 1974 году. От второго брака отца есть также сводный брат, актёр Джеймс Роуч (род. 1985). Учился в школе Бишоп Луффа в Чичестере, графство Суссекс и в независимой школе Ридал в Колуин-Бей, графство Конуи. Изучал актёрское мастерство в Центральной школе сценической речи и драматического искусства. В 2002 году женился на актрисе Розалинде Беннет (род. 1966) в Малверне в графстве Вустершир.

## Фильмография
| Год          |    | Русское название                    | Оригинальное название                           | Роль                              |
| ------------ | -- | ----------------------------------- | ----------------------------------------------- | --------------------------------- |
| 1973—1975    | с  | Улица Коронации                     | Coronation Street                               | Питер Барлоу                      |
| 1976         | с  | Линия Онедина                       | Onedin Line                                     | мальчик                           |
| 1985         | ф  | Не сдаваться                        | No Surrender                                    | мальчик                           |
| 1986         | ф  | Линк                                | Link                                            | неизвестно (в титрах не указан    |
| 1990         | с  | Омнибус                             | Omnibus                                         | Винсент ван Гог                   |
| 1994         | ф  | Священник                           | Priest                                          | отец Грег Пилкингтон              |
| 1994         | с  |                                     | Seaforth                                        | Боб Лонгам                        |
| 1997         | ф  | Крылья голубки                      | The Wings of the Dove                           | Мертон Деншер                     |
| 1998         | тф | Снайперы                            | Shot Through the Heart                          | Владо Селимович                   |
| 1999         | ф  | Проект Венеры                       | Venice Project                                  | граф Джако / граф Джиакомо        |
| 1999         | ф  | Закат в Сиаме                       | Siam Sunset                                     | Перри                             |
| 2000         | ф  | Бест                                | Best                                            | Денис Лоу                         |
| 2000         | ф  | Обитель демонов                     | Pandaemonium                                    | Сэмюэл Тейлор Кольридж            |
| 2002         | тф | Р.Ф.К. (Роберт Фитцжеральд Кеннеди) | RFK                                             | Роберт Ф. Кеннеди                 |
| 2002         | ф  | Война Харта                         | Hart’s War                                      | капитан Питер A. Росс             |
| 2002         | тф | Черчилль                            | Gathering Storm                                 | Рэйф Уигрэм                       |
| 2003         | ф  | За гранью                           | Beyond Borders                                  | Генри Бауфорд                     |
| 2003         | ф  | Полёт вслепую                       | Blind Flight                                    | Джон Маккарти                     |
| 2004         | ф  | Забытое                             | The Forgotten                                   | мистер Шинир, дружелюбный мужчина |
| 2004         | ф  | Хроники Риддика                     | The Chronicles of Riddick                       | Чистильщик                        |
| 2005         | ф  | Двенадцатилетние                    | 12 and Holding                                  | мистер Карджес                    |
| 2005         | ф  | Бэтмен: Начало                      | Batman Begins                                   | доктор Томас Уэйн                 |
| 2005         | с  | Десять заповедей                    | The Ten Commandments                            | Аарон                             |
| 2006         | ф  | А через М                           | A Through M                                     | Голос вечеринки                   |
| 2006—2007    | с  | Похищенный                          | Kidnapped                                       | Энди Арчер                        |
| 2006         | ф  | Признайте меня виновным             | Find Me Guilty                                  | Шон Кирни                         |
| 2006         | ф  | Тёзка                               | The Namesake                                    | мистер Лоусон                     |
| 2007         | ф  |                                     | Broken Thread                                   | Рэм                               |
| 2008         | ф  | Перед дождем                        | Before the Rains                                | Генри Мурс                        |
| 2008         | ф  | Йонкерс Джо                         | Yonkers Joe                                     | Тедди                             |
| 2008—2010    | с  | Закон и порядок                     | Law & Order                                     | Майкл Каттер                      |
| 2009         | ф  |                                     | Out Here in the Fields: The Field on Beach Lane | рассказчик                        |
| 2010         | с  | Улица Коронации                     | Coronation Street                               | Лоуренс Каннингем                 |
| 2011—2012    | с  | Закон и порядок: Специальный корпус | Law & Order: Special Victims Unit               | Майкл Каттер                      |
| 2012         | с  | Титаник                             | Titanic                                         | Хью, граф Мэнтон                  |
| 2012         | ф  | Суперкапиталист                     | $upercapitalist                                 | Марк Паттерсон                    |
| 2012         | тф | Как стать леди                      | The Making of a Lady                            | лорд Уолдерхерст                  |
| 2013         | ф  | Невинность                          | Innocence                                       | Майлс Уорнер                      |
| 2014         | ф  | Воздушный маршал                    | Non-Stop                                        | капитан Дэвид Макмиллан           |
| 2014         | с  | Чёрный список                       | The Blacklist                                   | «Серый кардинал»                  |
| 2014—2017    | с  | Викинги                             | Vikings                                         | Эгберт, король Уэссекса           |
| 2016         | ф  |                                     | ID2: Shadwell Army                              | Винни                             |
| 2016         | ф  | Барри                               | Barry                                           | Билл Боуман                       |
| 2017         | с  | Бэнкрофт                            | Bancroft                                        | Тим Фрейзер                       |
| 2017—2020    | с  | Родина                              | Homeland                                        | Дэвид Уэллингтон                  |
| 2017         | ф  | Дивизион 19                         | Division 19                                     | Чарльз Линден                     |
| 2018         | ф  | Мэнди                               | Mandy                                           | Джеремайя Сэнд                    |
| 2019         | ф  | Отчаянный ход                       | The Last Full Measure                           | Уиттен Питерс                     |
| 2019         | ф  | Позывные                            | A Call to Spy                                   | Маурис Бакмастер                  |
| 2019         | с  | Лето ракет                          | Summer of Rockets                               | Ричард Шоу                        |
| 2022         | ф  | Мой полицейский                     | My Policeman                                    | пожилой Том Берджесс              |
| 2022 — н. в. | с  | Билли Кид                           | Billy the Kid                                   | Джон Танстелл                     |
| 2022         | с  | Рекрут                              | The Recruit                                     | сенатор Смут                      |
| 2022         | ф  | Извинение                           | The Apology                                     | Джек Кингсли                      |
| 2023         | с  | Попутчики                           | Fellow Travelers                                | сенатор Уэсли Смит                |
| 2025         | с  | Доктор Кто                          | Doctor Who                                      | Реджинальд Пай (серия «Люкс»)     |

## Роли в театре
- 1987 — Юлий Цезарь — Марк Антоний — Barbicane Theatre (режиссёр Терри Хэндс)
- 1987 — Индиго — Уильям Рэндолл — The Other Place, Gulbenkian Studio (режиссёр Сара Пиа Андерсон)
- 1987 — Тит Андроник — Марций, Кай — Swan Theatre, Barbicane Theatre, People's Theatre, Newcastle upon Tyne (режиссёр Дебора Уорнер)
- 1987 — Вопрос географии — Саша — The Other Place, Gulbenkian Studio (режиссёр Джон Керд)
- 1988 — Keeping Tom Nice — Том — The Live Theatre, Алмейда (режиссёр Билл Баффери)
- 1988 — Сцены из жизни богемы — Эрик — Barbicane Theatre (режиссёр Барри Кайл)
- 1989 — Юнона и павлин — Джонни Бойл — Lyttelton Theatre (режиссёр Питер Гилл)
- 1989 — Стеклянный зверинец — Том Уингфилд — Royal Exchange, Manchester (режиссёр Иэн Хастингс)
- 1989 — On — Шай Рантер — Королевский национальный театр (режиссёр Саймон Кёртис)
- 1990 — Последние дни Дон Жуана — Дон Жуан — Swan Theatre, Newcastle Playhouse (режиссёр Дэнни Бойл)
- 1990 — Король Лир — Эдгар — Королевский Шекспировский театр, Barbicane Theatre (режиссёр Николас Хайтнер)
- 1991 — Ричард II — герцог Омерль — Theatre Royal, Newcastle (режиссёр Рон Дэниелс)
- 1992 — Бесплодные усилия любви — Бирон — Royal Exchange, Manchester (режиссёр Джеймс Макдональд)
- 1993 — Глубокое синее море — Фредди Пейдж — Алмейда, Richmond Theatre, Apollo Theatre (режиссёр Карел Рейш)
- 1993 — Ричард II — Ричард II — Royal Exchange, Manchester (режиссёр Джеймс Макдональд)
- 1998 — Дядя Ваня — Астров — Янг-Вик (режиссёр Кэти Митчелл)
- 1999 — Кориолан — Gainsborough Studios (режиссёр Джонатан Кент)
- 2010 — Мидлтаун — Джон Додж — Vineyard Theatre (режиссёр Кен Рус Шмолль)

## Награды и номинации
| Год  | Награда                                  | Категория                                                                 | Работа                              | Результат | Прим. |
| ---- | ---------------------------------------- | ------------------------------------------------------------------------- | ----------------------------------- | --------- | ----- |
| 1996 | Общество независимых фильмов «Хлотрудис» | Лучшая мужская роль                                                       | Священник                           | Номинация | [ 6 ] |
| 2001 | Evening Standard British Film Awards     | Лучшая мужская роль                                                       | Обитель демонов                     | Победа    | [ 7 ] |
| 2003 | Золотой глобус                           | Лучшая мужская роль в мини-сериале или телефильме                         | Р.Ф.К. (Роберт Фитцжеральд Кеннеди) | Номинация | [ 6 ] |
| 2003 | Спутник                                  | Лучшая мужская роль второго плана — мини-сериал, телесериал или телефильм | Черчилль                            | Победа    | [ 6 ] |
| 2004 | BAFTA Scotland                           | Лучшая мужская роль в шотландском фильме                                  | Полёт вслепую                       | Номинация | [ 6 ] |
| 2018 | Fright Meter Awards                      | Лучшая мужская роль второго плана                                         | Мэнди                               | Номинация | [ 6 ] |
| 2019 | Fangoria Chainsaw Awards                 | Лучшая мужская роль второго плана                                         | Мэнди                               | Номинация | [ 6 ] |
| 2019 | CinEuphoria Awards                       | Лучшая мужская роль второго плана — Иностранный фильм                     | Мэнди                               | Победа    | [ 6 ] |